# Ким Дже-док
В това корейско име фамилията е Ким.
Ким Дже-док (на корейски: 김제덕) e южнокорейски стрелец с лък. Носител на 3 златни медала от олимпиадите в Токио през 2020 г. и в Париж през 2024 г.

## Биография
Ким е роден на 12 април 2004 г. Започва да се занимава със стрелба с лък през 2013 г., когато е на девет години. Участва в Световното първенство по стрелба с лък за младежи през 2019 г., където печели златни медали в отборното състезание и на смесени двойки, както и бронзов медал в индивидуалното състезание.
В края на 2019 г. Ким се класира на 14 място в националната селекция за Олимпийските игри в Токио през 2020 г., но се оттегля от състезанието поради контузия. Отлагането на Олимпиадата в Токио с една година заради пандемията от COVID-19 позволява на Ким да се възстанови от контузията си и да се класира на 5-то място в състезанието за националния отбор, проведено през 2021 г. Ким става част от олимпийския национален отбор на Южна Корея за олимпийските игри в Токио, където печели златни медали от отборното представяне и в смесена двойка с Ан Сан.
На летните олимпийски игри през 2024 г. Ким печели златен медал в отборното състезание за мъже с Ким У-джин и И У-сок.